# Arantxa Rus
Arantxa Rus (n. 13 decembrie 1990, Delft, Țările de Jos) este o jucătoare profesionistă de tenis neerlandeză. Cea mai bună clasare a sa la simplu este locul 41 mondial, în august 2023. Cele mai mari succese ale sale la simplu de până acum sunt o victorie în runda a doua în fața nr. 2 mondial, Kim Clijsters, la Roland Garros 2011, salvând două mingi de meci în setul al doilea, ajungând în runda a patra la Roland Garros 2012, și învingând-o pe Samantha Stosur, nr. 5 mondial, la Wimbledon 2012, ajungând în runda a treia. Primul ei titlu în circuitul WTA a fost la Swedish Open 2017, la proba de dublu, în parteneriat cu Quirine Lemoine. În 2023 a cîștigat primul ei titlu la simplu pe circuitul WTA, la Hamburg Open.
În 2008, Rus a câștigat titlul la simplu fete la Australian Open, învingând-o în finală pe Jessica Moore. Cu această victorie, ea a urcat de pe locul 35 pe locul al doilea în clasamentul juniorilor, devenind în cele din urmă numărul 1 mondial la juniori.